# NGC 6951
NGC 6951 = NGC 6952 ist eine Balken-Spiralgalaxie mit aktivem Galaxienkern vom Hubble-Typ SBbc im Sternbild Kepheus am Nordsternhimmel. Sie ist etwa 73 Millionen Lichtjahre von der Milchstraße entfernt und hat einen Durchmesser von ca. 70.000 Lichtjahren.
Die Galaxie NGC 6951 wurde am 14. September 1885 von dem US-amerikanischen Astronomen Lewis A. Swift entdeckt. Im Jahr 1877 beobachtete der französische Astronom Jérôme Eugène Coggia bereits dieselbe Galaxie. Die Doppelbeobachtung wurde nicht erkannt und so erhielt diese die Nummer NGC 6952.
Am 26. Januar 2000 wurde in NGC 6951 die Supernova SN 2000E entdeckt.